# Refugi antiaeri de la Plaça de la Pau
El Refugi antiaeri de la Plaça de la Pau és una obra del municipi de Roses (Alt Empordà) inclosa en l'Inventari del Patrimoni Arquitectònic de Catalunya.

## Descripció
Refugi antiaeri localitzat al nucli urbà de la població, en el subsòl dels carrers Capità Ariza i Josep Sabater, amb l'entrada principal a l'actual plaça de la Pau (antigament plaça de la Pujada de l'Escorxador).
Es tracta d'un túnel excavat al subsòl natural, a uns tres metres de profunditat respecte al nivell del carrer i un recorregut sinuós. Sustentat per una volta de ceràmica, amb una amplada d'un metre i una alçada mitjana de dos metres. Té una longitud total aproximada d'uns cent metres distribuïts en tres ramals, dos dels quals disposen d'accés, tot i que sabem que originàriament comptava amb tres entrades. L'entrada principal està situada sota les escales que duen a la Pujada de l'Escorxador, a la plaça de la Pau. Un altre accés es troba a la cantonada del carrer Josep Sabater amb el carrer Capità Ariza i el tercer se situava al final de la Pujada de l'Escorxador, abans d'arribar al carrer Girona. A més a més, al terra de la cantonada del carrer Girona amb Josep Sabater hi havia un respirador.
L'adequació del refugi per fer-lo visitable i del seu entorn va propiciar una intervenció escultòrica instal·lada als murs que delimiten la plaça de la Pau, amb la intenció de reforçar el sentit simbòlic d'aquest espai. Formada per uns grans relleus de ferro de foneria, altres relleus fosos en bronze i planxes de ferro i acer inoxidable. La composició està distribuïda en tres espais: el Refugi (evoca la incertesa del moment però també la protecció de l'espai), la Façana de la Guerra (mostra els horrors de la guerra) i la Façana de la Pau (esperança i prosperitat).

## Història
Se sap que el refugi antiaeri fou construït durant la Guerra Civil (1936-39), que disposava de tres entrades i un corredor subterrani amb una sortida a l'alçada del baluard de Sant Jaume. Els atacs aeris durant la Guerra Civil foren nombrosos a la població de Roses. Els primers bombardejos a la població corresponen a l'atac del creuer Canarias del 30 d'octubre de l'any 1936, el qual efectuà més quaranta trets de canó. Posteriorment, els bombardejos aeris protagonitzats per l'Aviazone Legionaria Italiana efectuaren sis atacs més a Roses, des del mes d'agost de l'any 1937 fins al febrer del 1939, abans de l'entrada de les tropes nacionals el dia nou. Dins del nucli urbà de la població es coneix l'existència d'altres refugis, com per exemple el de la plaça de l'Església i el de la plaça del General Prim. També n'hi havia d'altres situats fora d'aquest nucli, com les muralles de la Ciutadella o el localitzat al Camp de la Cortina, aquest últim no finalitzat.

## Visitar
El refugi constitueix un dels diferents punts que conformen la retirada i els camins de l'exili, que giren al voltant del Museu Memorial de l'Exili.	 Durant la Guerra Civil, la població civil va ser sistemàticament bombardejada des de l'aire –fins aleshores només es coneixien els bombardeigs de terra i marítims– per l'aviació franquista, amb l'ajuda de l'Aviazione Legionaria italiana i de la legió Còndor alemanya. Barcelona i Tarragona van ser les ciutats més afectades pels bombardeigs; Lleida, Granollers, Sant Feliu de Guíxols i l'Escala van patir fatídics atacs i moltes altres viles i pobles de la geografia catalana van ser bombardejades esporàdicament. Per protegir-se de l'efecte de les bombes es va ordenar la construcció de nombrosos refugis per a la població civil i es va organitzar tot un sistema d'alerta antiaèria per avisar la població dels atacs.
Roses disposa a més d'un ric patrimoni cultural visitable, que va des de la Ciutadella fins al conjunt megalític, passant pel castell de la Trinitat, el castrum visigòtic, el castell de la Bufalaranya i altres elements històrics. La Xarxa d'Espais de Memòria ha recuperat una sèrie de refugis antiaeris a Catalunya, molts dels quals avui es troben oberts al públic i ofereixen visites guiades i diferents materials interpretatius. En són una mostra els refugis de Santa Maria d'Agramunt, la Garriga, Benissanet, Flix, Sant Adrià de Besòs i Granollers. Tots aquests formen part de la Xarxa d'Espais de Memòria del Memorial Democràtic.